# Micromonospora
Genre
Micromonospora est un genre de bactéries dont certaines espèces produisent naturellement de la gentamicine.

## Liste des sous-taxons
Selon NCBI (2 janv. 2012) :
- Micromonospora aquatica
- Micromonospora chokoriensis
- Micromonospora cinerea
- Micromonospora echinospora
- Micromonospora inositola
- Micromonospora inyonensis
- Micromonospora auratinigra
- Micromonospora eburnea
- Micromonospora echinaurantiaca
- Micromonospora echinofusca
- Micromonospora arenae
- Micromonospora arenincolae
- Micromonospora brunnescens
- Micromonospora carbonacea
- Micromonospora aurantiaca
- Micromonospora chersina
- Micromonospora fulviviridis
- Micromonospora nigra
- Micromonospora olivasterospora
- Micromonospora pallida
- Micromonospora pattaloongensis
- Micromonospora peucetia
- Micromonospora purpureochromogenes
- Micromonospora chaiyaphumensis
- Micromonospora fulvoviolacea
- Micromonospora globosa
- Micromonospora grateloupicola
- Micromonospora griseorubida
- Micromonospora coriariae
- Micromonospora coxensis
- Micromonospora stanfordense
- Micromonospora terrae
- Micromonospora cellulolyticum
- Micromonospora violacea
- Micromonospora viridifaciens
- Micromonospora yulongensis
- Micromonospora krabiensis
- Micromonospora lacunae
- Micromonospora citrea
- Micromonospora coerulea
- Micromonospora chalcea
- Micromonospora marina
- Micromonospora matsumotoense
- Micromonospora halophytica
- Micromonospora hermanusense
- Micromonospora mirobrigensis
- Micromonospora narashino
- Micromonospora narathiwatensis
- Micromonospora zionensis
- Micromonospora lacustris
- Micromonospora lupini
- Micromonospora endolithica
- Micromonospora floridensis
- Micromonospora tulbaghiae
- Micromonospora fulvopurpurea
- Micromonospora rosaria
- Micromonospora rosea
- Micromonospora ruminantium
- Micromonospora saelicesensis
- Micromonospora sagamiensis
- Micromonospora siamensis
- Micromonospora megalomicea
- Micromonospora melanospora
- Micromonospora rifamycinica

Selon World Register of Marine Species (2 janv. 2012) :
- Micromonospora arenae Kirby & Meyers, 2007
- Micromonospora hermanusense Goodwin & Meyers, 2004
- Micromonospora krabiensis Jongrungruangchok, Tansupawat & Kudo, 2008
- Micromonospora lacunae Goodwin & Meyers, 2004
- Micromonospora marina Tanasupawat, Jongrungruangchok & Kudo, 2010
- Micromonospora stanfordense Goodwin, Kirby & Meyers, 2004